# 丹千尋
丹 千尋（たん ちひろ、1月8日 - ）は、日本のピアニスト。

## 人物・来歴
宮城県仙台市出身。桐朋学園大学音楽学部卒業後、桐朋学園大学研究科修了。
- 5歳：丹羽正明、藤井一興の2人にスカウトされ、幼少時より活躍。
- 11歳：ショパンのソナタ第3番でデビューリサイタルを飾ったのを皮切りに多数のソロリサイタルを行う。
- 読売日本交響楽団の協力のもと「音楽資料のデジタル化と活用」のプロジェクトに演奏で携わるなど多岐に亘って活躍している。
- レパートリーはバロックから現代までと幅広い。
- 2019年6月15日発刊の同人誌『スペッキヲ 54号』にて「神の岸」を寄稿する。以降同誌に対して寄稿を続けている。
  - スペッキヲ 54号（2019年6月15日発刊)　「神の岸」
  - スペッキヲ 55号（2019年12月15日発刊)　「迷いの門」
  - スペッキヲ 56号（2020年6月15日発刊)　「翠雨、満つれば」
  - スペッキヲ 57号（2020年12月15日発刊)　「矢車菊の見る空」
  - スペッキヲ 58号（2021年6月15日発刊)　「幻日」
  - スペッキヲ 59号（2021年12月15日発刊)　「斜塔」
  - スペッキヲ 60号（2022年6月15日発刊)　「桜の万華鏡」

## コンクール・受賞歴
- 1992年 - カワイ音楽コンクール ピアノ部門Aコース(中学２年生を超え、高校1年生以下カテゴリー） 金賞
- 1994年 - 日本フランス音楽コンクール最優秀賞
- 2000年 - ローゼンストック国際ピアノコンクール第1位

## 師事歴
- 中澤利枝子
- 藤井一興
- 杉本安子
- 深澤良子
- 高良芳枝
- スタニスラフ・ブーニン
- ミハイル・ヴォスクレセンスキー
- 三上桂子
- 小森谷泉
- 星野明子

## ディスコグラフィ

### アルバム
- Nostalgia（2008年10月3日）
- CHIHIRO（2009年2月6日）
- ステンハンマルピアノ協奏曲 第1番日本初演（2010年7月14日）
- one earth（2010年8月6日）
- アッテルベリピアノ五重奏曲・ピアノ協奏曲（2012年12月14日）
- レミネッセンス〜思い出のピアノピース（2012年11月21日）
- ベートーヴェン 交響曲第9番 リスト編曲ピアノソロ版
- ベートーヴェン交響曲全集 リスト編曲ピアノソロ版(2014年1月30日)
- アヴェ・マリア シューベルト（リスト編）ピアノによる13の歌曲集（レコード芸術準特選盤 選出作品）（2015年1月14日）
- ノクターン ～ ショパン・ピアノ名曲集（2018年7月25日）
- 百人一首アルバム やまとこいうた（2018年9月1日）
- プレリュード（レコード芸術準特選盤 選出作品）（2020年2月7日）
- プレゼント（レコード芸術準特選盤 選出作品）（2022年）

## レコーディング参加アルバム
- 岡田鉄平 Teppei（2009年8月15日）
- 川又明日香 i（2010年8月6日）
- 岡田鉄平 Teppei 2（2011年6月29日）
- 吉岡次郎 ラヴェル×ドビュッシー 双璧の風（2011年12月17日）
- wac 音楽 KONAMI（2012年2月15日）
- ボナ・ノッテ〜眠るCD（2013年2月27日）
- アヴェ・マリア ベストコレクション（2013年11月27日）
- 岡田鉄平 鉄平ザ・ベスト・プラ（2014年11月12日）